# Dr. August Oetker Nahrungsmittel KG
La società Dr. August Oetker Nahrungsmittel KG è una holding dell'industria alimentare della Dr. August Oetker KG. Ha sede a Bielefeld in Nordrhein-Westfalen.

## Storia
La holding fa parte della società Dr. August Oetker KG. La società principale figlia è la Dr. Oetker e fa parte anche la divisione professionale Dr. Oetker Professional. Inoltre c'è nel gruppo la società Coppenrath & Wiese, produttrice di articoli di panetteria in Europa.